# Edsger Dijkstra
Edsger Wybe Dijkstra (nederländska: [ˈɛtsxər ˈʋibə ˈdɛikstra]
 ( lyssna), född 11 maj 1930, död 6 augusti 2002, var en nederländsk datavetare.
Dijkstra studerade teoretisk fysik vid Universitetet i Leiden och arbetade som programmerare vid Mathematisch Centrum i Amsterdam 1952-1962. Han var professor i matematik vid Eindhoven University of Technology mellan 1962 och 1984, och arbetade denna tid även som forskare vid Burroughs Corporation. Han innehade Schlumberger Centennial chair i datavetenskap vid University of Texas at Austin från 1984 fram till sin pensionering 1999. Han drog sig tillbaka 2000.
Bland hans bidrag till datorvetenskapen finner man kortaste vägen-algoritmen, även känd som Dijkstras algoritm. Han mottog Turingpriset 1972. Han fick stor betydelse för utvecklingen av begreppet strukturerad programmering genom sin kritiska uppsats mot användandet av GOTO-satsen, "Go To Statement Considered Harmful", som han skrev då han var professor vid Eindhovens universitet. Han är även en av upphovsmännen till den så kallade bankiralgoritmen (Banker's Algorithm) som behandlar problemet att fördela ändliga resurser och ätande filosofer.
Han dog 2002 i cancer.